# NAMES Project AIDS Memorial Quilt
El "NAMES Project AIDS Memorial Quilt" (Proyecto NOMBRES para el Edredón Conmemorativo sobre el SIDA), es un enorme Edredón de Mosaicos creada para homenajear a las vidas de la gente que murieron por causas derivadas del sida. Se estima que su peso es de 54 toneladas y se trata de la mayor pieza de arte comunitario aún en el año 2010.

## Historia y estructura
La creación del Edredón Conmemorativo fue concebida en el año 1985 por el activista Cleve Jones durante la celebración anual de la marcha con velas que rememoraba los asesinatos del Supervisor del Ayuntamiento de San Francisco Harvey Milk y del Alcalde George Moscone en noviembre de 1978. Para la marcha del 1985, Jones, hizo que la gente llevase pancartas con los nombres de aquellos seres queridos que perdieron a causa del sida y para ponerlos sobre la fachada del Edificio Federal de San Francisco. Al ver todas las pancartas puestas sobre el edificio, Jones, tuvo la impresión de que se trataba de un gigantesco edredón de mosaicos. Oficialmente la confección comenzó en 1985 en San Francisco de la mano de Cleve Jones y Mike Smith, aparte de voluntarios como Larkin Mayo y Gary Yschalk. En aquel entonces, muchos de los que fallecían por causas asociadas al sida no recibían un funeral -dados el estigma social que el sida producía en los miembros supervivientes de la familia y la categórica negativa de muchas funerarias y cementerios de hacerse cargo del cuerpo del/de la fallecido/a. A falta de un servicio conmemorativo o tumba, el edredón fue, a menudo, la única oportunidad que tuvieron los supervivientes para recordar y celebrar la vida de sus seres queridos. El Edredón fue expuesto en el National Mall en Washington en 1987, en el contexto de la Segunda marcha nacional sobre Washington por los derechos de lesbianas y gais, y posteriormente, por última vez y en toda su totalidad, en 1996.
El Edredón es un homenaje a las vidas de aquellos/aquellas que murieron a consecuencia del sida. Cada panel mide 3 por 6 pies - el tamaño aproximado de una fosa estándar (tumba); lo que sirve para conectar, más de cerca, las ideas de muerte y sida. Se estima que sólo un 20% de las personas fallecidas por sida están representadas. El edredón es conservado y expuesto por la Fundación "The NAMES Project".
En el 2004, y en ocasión del Día Nacional sobre el sida, 1000 nuevos paneles fueron mostrados por la Fundación en "La Elpse" del Parque del Presidente en Washington. Los 1000 paneles expuestos en el 2004 -la mayor muestra que se ha hecho del Edredón desde el 1996, fueron añadidos tras la muestra de 1996.
La Fundación "The NAMES Project" tiene, en la actualidad, su sede principal en Atlanta (Georgia, Estados Unidos) donde cuenta con 21 delegaciones. Existen más de 40 organizaciones afiliadas a "The NAMES Project" alrededor del mundo. El Edredón Conmemorativo del sida, cuando no se muestra, se guarda en Atlanta y aún sigue creciendo. Actualmente consta de más de 46.000 paneles conmemorativos (alrededor de 91.000 personas) y tiene un peso estimado en 54 toneladas.

### El Objetivo y Logro
El objetivo del Edredón es concientizar sobre los impactos del sida, y para apoyar la búsqueda de una cura a los afectados por ella. Otro objetivo es recaudar fondos para la base comunitaria AIDS Service Organization (ASO), aumentar los fondos para la prevención del sida y la educación. A partir de 1996, más de 1.7 millones de dólares ya habían sido recaudados, y el esfuerzo continúa hasta nuestros días

## Composición de paneles
Normalmente muy personalizado, los paneles individuales del Edredón son creados por los seres queridos de alguien que haya muerto por causas relacionadas con el sida. Cada panel, que mide unos 3 por 6 pies (que viene a ser la medida de la fosa estándar), es donado a la Fundación "NAMES Project". En la Fundación, los paneles se agrupan (cosen) en secciones de 12 por 12 pies, llamados "bloques". Esos bloques pueden ser vistos en exposiciones locales del Edredón y constan de ocho paneles individuales.
Las técnicas utilizadas en la elaboración de paneles incluyen patchwork (mosaico), apliques, bordado, pintado de tela, collage, pintura en aerosol, junto con otros métodos.
Elementos y materiales incluidos en los paneles:
- Tejidos, por ejemplo, encaje, ante, cuero, visón, tafetán, también Bubble Wrap (plástico burbuja) y otros tipos de plástico e incluso metal.
- Artículos de decoración como; perlas, cuarzo, rhinestone (diamantes de imitación), lentejuelas, plumas, botones.
- Prendas de vestir, por ejemplo, pantalones vaqueros, camisetas, guantes, botas, sombreros, uniformes, chaquetas, flip-flops.
- Artículos de carácter personal, como cabello humano, canizad de cremación, anillos de bodas, insigneas al Mérito (Boy Scouts de América) y otros premios, las llaves del coche.
- Artículos originales, por ejemplo, poeluches, discos de vinilo, suspensorios, condones y alguna bola de "bowling".

### Ejemplo de panel
Quienes envían los paneles, no tienen necesariamente que conocer a la persona, pero tienen que sentir algún tipo de relación con los fallecidos. Por ejemplo, en memoria del cantante Freddie Mercury y líder del grupo Queen, hubo muchos paneles de hecho, dos de los cuales fueron un fondo blanco sólido con una guitarra azul y negro, y "Freddy Mercury", escrito por los lados de negro, con el lazo del sida por encima de su nombre, y de seda púrpura con "Freddie Mercury", "Queen" y "1946-1991" en apliques de plata, junto con dos imágenes de Mercury con la banda Queen.
Muchos paneles también se hicieron para el actor, Rock Hudson. Una de ellas consiste en un fondo azul marino con el nombre "Rock Hudson" en plateado y las estrellas, por encima de un arco iris con la palabra "Hollywood"
Otros paneles se hacen por los seres queridos y entonces se unen para formar un gran bloque. Algunos son extravagantes y escandalosos, mientras que algunos son más comedidos y sencillos; en cualquier caso, todos ellos llevan su propio conjunto de emociones

## Reconocimiento e influencias
- El Proyecto NAMES fue nominado Premio Nobel de la Paz en 1989.
- El Edredón ha sido objeto del documental de 1989 "Common Threads: Stories from the Quilt", ganador de un Premio Peabody y de un Óscar a la Mejor Película Documental, producido por Rob Epstein[12] and Bill Couturié, and narrated by Dustin Hoffman.
- El compositor Tom Brown escribió la canción "Jonathan Wesley Oliver, Jr." en alusión al Edredón en 1998.
- En 1990 la premiada en Nueva York "Sinfonía nº1" de John Corigliano se inspiró en la "AIDS Memorial Quilt"[13]
- "Elegies for Angels, Punks and Raging Queens", un ciclo de canciones desarrollado a finales de la década de los ochenta, con música de Janet Hood y letras de canciones y un texto adicional de Bill Russell, incluye canciones y monólogos inspirados en el edredón.
- En 1992 The AIDS Quilt Songbook, una colección de nuevas obras musicales sobre la devastación del sida elaborado por el barítono lírico William Parker que les solicitó a los compositores con los que había trabajado anteriormente.[14]
- "Percusionistas Diferentes de Washington" y el Coro Gay y Lésbico de Washington (LGCW) crearon paneles en memoria del compositor Robert Maggio en 2001.
- El Proyecto Names sirvió de base para el musical Quilt, A Musical Celebration
- El "AIDS Memorial Quilt" fue mencionado y mostrado durante los años en que la serie "Hospital General" recaudó fondos para la investigación sobre el sida (1994-2001) y el personaje "Stone" tuvo su panel (ficticio) en 1996.
- "Never to Be Forgotten" es un vídeo de 54 minutos de duración que documentó en junio de 1988 la muestra del Edredón en la dicudad de Detroit (Míchigan, Estados Unidos). Dicha muestra fue parte de la gira por veinte ciudades iniciada tras la muestra inaugural de 1987 en Washington. El documental abre con imágenes de la ceremonia de inauguración de la exhibición de Washington y luego se mueve a la cobertura del evento en Detroit. Se incluyen las ceremonias de inauguración y de clausura junto con una mirada a la puesta en marcha y retirada. Los voluntarios comparten sus sentimientos acerca de participar en el evento y al espectador se le da un vistazo de cerca a los paneles individuales. <Peper Productions, POB 1242, Royal Oak, MI 48068>

### Proyectos derivados
El "AIDS Memorial Quilt" fue el primero de los proyectos monumentales de su tipo, creado por miles de personas individuales, que con el paso del tiempo va creciendo y que aún hoy sigue siendo la mayor pieza monumental de arte comunitario del mundo. Era inevitable que al aparecer el Edredón, una gran variedad de monumentos y proyectos de sensibilización iban a inspirarse en éste, tanto relacionadas con el sida y de otra índole, que han sido inspirados en el modelo de la "AIDS Memorial Quilt" y su cuidador y su cuidador "The NAMES Project Foundation". Como ejemplos de éstos se incluyen:
- The K.I.A. Memorial Quilt, creado en memoria de los muertos estadounidenses en la guerra de Irak.
- Tras los ataques terroristas del 11 de septiembre de 2001, se crearon proyectos de edredones en homenaje de las víctimas:
  - September 11 Quilts Memorial Exhibition
  - United In Memory Archivado el 5 de noviembre de 2016 en Wayback Machine.
  - The World Trade Center Memorial Quilt
  - America's 9-11 Memorial Quilts
  - The World Trade Center/Pentagon/Pennsylvania Memorial Quilt
- Muchas otras consideraciones médicas también tienen hoy en día edredones conmemorativos, por ejemplo:
  - Enfermedad de Huntington ("mal de San Vito") Quilt
  - Cardiopatía congénita Quilt
  - Cáncer de mama Quilt
- También hay edredones para grupos específicos de la pandemia del sida:
  - Infancia: Programa sida del Hospital Infantil de Boston
  - Norte californianos: Paneles del sida para el recuerdo (hoy desaparecido)
  - Australianos: Edredón sida de Australia
- También se han creado edredones virtuales:
  - Project Stitch "Digital Quilt" (hoy desaparecido)
  - Second Life AIDS Memorial Quilt
  - Comité de Acción contra el sida de Massachusetts Digital Quilt
  - Edredón de gente viviendo con y contra el VIH